# Date Narimura
Date Narimura est un nom japonais traditionnel ; le nom de famille (ou le nom d'école), Date, précède donc le prénom (ou le nom d'artiste).
Date Narimura (伊達斉村, 6 janvier 1775-13 septembre 1796) est un daimyo (seigneur féodal) du XVIIIe siècle, de 1790 à 1796.

## Source de la traduction
- (en) Cet article est partiellement ou en totalité issu de l’article de Wikipédia en anglais intitulé « Date Narimura » (voir la liste des auteurs).